# Omar Al Somah
Omar Al Soma (àrab: عمر السومة, ʿUmar as-Sūma) (Deir ez-Zor, 28 de març de 1989) és un futbolista sirià que juga actualment per l'Al Ahli en la Primera Divisió d'Aràbia Saudita.
El juliol de 2012, va participar en tres partits amb el Nottingham Forest FC, marcant una vegada en un partit amistós. Va impressionar prou al director tècnic Sean O'Driscoll com perquè el club el fitxés de forma permanent, però se li va negar un permís de treball i el club no va ser capaç de signar.

## Carrera

### Al Ahli
El juliol de 2014, Omar Al Soma es va unir a l'Al Ahli SC en un contracte de tres anys. L'11 d'agost de 2014, poc després, el seu entrenador Christian Gross el va fer debutar en la victòria 1-0 davant l'Al Hazm en la Copa de la Corona del Príncep. El 16 d'agost de 2014, va marcar el seu primer gol i hat-trick en Lliga Professional Saudita davant el Hajer Club, en un partit que va acabar amb un resultat de 6-1. Actualment, ha marcat 29 gols (22 gols en lliga, 3 gols en la Copa Príncep de la Corona i 4 gols en Lliga de Campions AFC).
El 13 de febrer de 2015, Omar va marcar el primer gol per l'Al Ahli SC en la final de la Copa de la Corona del Príncep contra l'Al-Ahli i va guanyar el títol. Era el seu 18è gol en una temporada en 17 partits.
El 17 de febrer de 2015, Soma va ajudar l'Al Ahli SC a qualificar-se per a la fase de grups de la Lliga de Campions de l'AFC 2015 en marcar el primer gol en un tir de penal contra el seu antic club, l'Al Qadsia.

## Carrera internacional
Va jugar amb la selecció sub-19 de l'equip nacional de Síria en el Campionat sub-19 de l'AFC 2008 a l'Aràbia Saudita. Va formar part de la selecció de Síria sub-23 dels Jocs Mediterranis de 2009 a Itàlia i en les eliminatòries de futbol d'Àsia pels Jocs Olímpics 2012.

### Partits internacionals
Va debutar amb la selecció de futbol de Síria en els últims dos partits de les eliminatòries al mundial de Rússia 2018. El seu debut va ser en el Síria 3-1 Qatar, després va fer el seu primer gol en el minut 93 de l'Iran 2-2 Síria, on amb un empat avançaven a la repesca asiàtica, on la selecció de l'Iran portava gairebé dos anys sense rebre cap gol, i ell va col·laborar en el primer enviant-la al travesser i arribant un company a rematar, i amb això es van qualificar per a la següent ronda.
En el Síria contra Austràlia, esperant el quart lloc de la final a sis de la Concacaf rumb a Rússia 2018, en el partit d'anada van quedar 1-1 amb un gol de penal en el minut 85 d'Omar Al Soma. En el partit de tornada, Omar Al Soma va obrir el marcador al minut 6, encara que més tard la selecció d'Austràlia va donar la volta al marcador i es va classificar per a la repesca intercontinental i qualificant-se així per al Mundial.
En un amistós contra la selecció de futbol de Qatar, Omar Al Soma va marcar el primer gol del partit que va finalitzar 2 a 2.

### Gols internacionals
Ha marcat 8 gols en els 21 partits que ha jugat.

## Estil de joc
Omar Al Soma juga en la posició de davanter, més sovint jugant com a centre-davanter, i és conegut per la seva finalització i capacitat de tir lliure. També és un especialista en tir lliure precís i és famós pels seus tirs lliures flexibles. Excepcionalment, la seva alçada, força, capacitat de salt i tècnica li han donat un avantatge per guanyar desafiaments aeris, ja que molts dels seus objectius sovint són amb el cap. També és capaç de manejar tots dos peus.

## Palmarès

### Clubs

#### Al-Fotuwa SC
- Lliga 2 de Síria: Grup nord. 2009-2010

#### Al Qadsia SC
- Lliga Premier de Kuwait: 2011–12, 2013–14
- Copa de l'Emir de Kuwait: 2011–12, 2013
- Copa de la Corona de Kuwait: 2012–13, 2013–14
- Copa Federació de Kuwait: 2013-14
- Supercopa de Kuwait: 2013, 2014.

#### Al Ahli SC
- Copa del Príncep de la Corona Saudita: 2014–15

### Selecció

#### Síria
- Campionat WAFF: 2012

### Individual
- Màxim golejador de la Lliga Premier de Síria sub-18: 2007-2008, amb 29 gols[8]
- Màxim golejador de la Lliga Premier de Kuwait 2013-14: 23 gols
- Màxim golejador de la Primera Divisió d'Aràbia Saudita 2014/15: 22 gols[9]
- Màxim golejador de la Primera Divisió d'Aràbia Saudita 2015/16: 27 gols